# Neosynchiropus ijimae
Neosynchiropus ijimae là một loài cá biển thuộc chi Neosynchiropus trong họ Cá đàn lia. Loài này được mô tả lần đầu tiên vào năm 1914.

## Phân bố và môi trường sống
N. ijimae có phạm vi phân bố ở Tây Bắc Thái Bình Dương. Loài cá này được tìm thấy ở vùng biển ngoài khơi Nhật Bản và Hàn Quốc. Chúng sống ở độ sâu khoảng 10 – 20 m.

## Mô tả
Chiều dài cơ thể tối đa được ghi nhận ở N. ijimae là 10 cm.
Số gai ở vây lưng: 4; Số tia vây mềm ở vây lưng: 8; Số gai ở vây hậu môn: 0; Số tia vây mềm ở vây hậu môn: 7; Số gai ở vây bụng: 1; Số tia vây mềm ở vây bụng: 5.